# Club Atlético Avellaneda
El Club Atlético Avellaneda  es una entidad deportiva situada en la ciudad de Córdoba, Argentina. Su principal actividad es el fútbol y en la actualidad se encuentra disputando la Liga Cordobesa de Fútbol, liga regional de Argentina. 
Entre su hito más importante de su historia se encuentra haber disputado el Torneo Argentino B en su edición 2003/04. También disputó el Torneo del Interior, edición 2005, donde llegó a octavos de final.
También disputó el Torneo Federal Regional Amateur 2021/22, quedando eliminado en Primera Fase.

## Historia
Avellaneda nació en septiembre del año 1933. Un año después se afilió a la Liga cordobesa de fútbol y allí adoptó el rojo con vivos azules para diferenciarse del resto de los clubes participantes.

### Competiciones en AFA
En la temporada 2003/04, Avellaneda participó el Torneo Argentino B, campeonato de cuarta división para los clubes indirectamente afiliados a la AFA. Integró el grupo 14 junto a 9 de Julio de Morteros, Sportivo Belgrano de San Francisco y Escuela Presidente Roca. Pero en esta zona finalizó último detrás de Escuela, con 4 puntos producto de 1 triunfo, 1 empate y 4 derrotas, lo que lo dejó eliminado.
Ya en 2005, compitió en el primer Torneo del Interior (o Argentino C) e integró la zona 33 junto a Complejo Deportivo (Justiniano Posse), Bell (Bell Ville) y Leandro N. Alem (Villa Nueva). Terminó segundo con 8 puntos producto de 2 victorias, 2 empates y 2 derrotas, lo que le permitió acceder a la fase de Play offs. En esta etapa, enfrentó al Atlético Carlos Paz y lo superó con un global de 3-2; pero en octavos, los diablos rojos se vieron las caras con 9 de Julio de Río Tercero y esta vez el club capitalino perdió con un global de 3-4, lo que no le permitió seguir avanzando en la competición.

## Actualidad
Actualmente Avellaneda retornó a la primera división de la Liga Cordobesa de Fútbol tras ganarle la final al Club Atlético Bella Vista con gol de Miguel Puebla a los 47 minutos del segundo tiempo. El encuentro se disputó en la cancha de General Paz Juniors a la cual asistieron aproximadamente 6000 personas de ambas parcialidades.

## Rivalidades
El clásico rival de Avellaneda es  Escuela Presidente Roca.
En el año 1986, los dos clubes se unieron para dar origen al Deportivo Colón, pero 12 años después, en 1998, esta fusión se disolvió.

## Palmarés

### Torneos Locales
- Primera División de la Liga Cordobesa (1) : 2002
- Segunda División de la Liga Cordobesa (2)
- Tercera División de la Liga Cordobesa (1)

## Goleadas en Torneos de AFA
A favor: 
En contra: 
- Avellaneda 0-7 9 de Julio (Morteros), en Morteros.